# Last Name
„Last Name” este o piesă country a interepretei americane Carrie Underwood. Cântecul a fost inclus pe cel de-al doilea album de studio al artistei, Carnival Ride, fiind lansat ca cel de-al treilea disc single al materialului. „Last Name” a obținut locul 1 în Billboard Hot Country Songs, devenind cel de-al șaselea single al artistei ce ajunge în vârful clasamentului. De asemenea, discul a obținut clasări de top 40 în Canada și Statele Unite ale Americii. Pentru interpretarea acestui cântec, Underwood a fost răsplătită cu un premiu Grammy în anul 2009.

## Clasamente
| Clasament                   | Poziția maximă | Referință |
| --------------------------- | -------------- | --------- |
| Canadian Country Singles    | 3              | [ 5 ]     |
| Canadian Digital Songs      | 32             | [ 6 ]     |
| Canadian Hot 100            | 34             | [ 3 ]     |
| Billboard Hot Country Songs | 1              | [ 2 ]     |
| Billboard Hot 100           | 19             | [ 2 ]     |
| Billboard Pop 100           | 37             | [ 2 ]     |
| Billboard Pop Airplay       | 69             | [ 6 ]     |
| Billboard Hot Digital Songs | 18             | [ 2 ]     |
| Billboard Hot Adult Tracks  | 31             | [ 6 ]     |